# Базарни Сизган
Базарни Сизган (на руски: Базарный Сызган) е селище от градски тип в Русия, административен център на Базарносизгански, Уляновска област. Населението му към 1 януари 2018 година е 4875 души.